# Masters Tournament 2009
Het Masters Tournament 2009, de eerste major van het golfseizoen, werd van 6 tot en met 12 april 2009 gehouden op de Augusta National Golf Club in Augusta, de op een na grootste stad van de Amerikaanse staat Georgia.
De competitie van het vierdaagse toernooi ging van start op 9 april. Het Masters Tournament is officieel nog steeds een invitatietoernooi, maar de club houdt zich over het algemeen aan de spelers die zich gekwalificeerd hebben voor het toernooi. Er namen 96 golfspelers deel, waarmee het Masters Tournament het kleinste deelnemersveld van de vier golfmajors heeft.
Titelverdediger Trevor Immelman slaagde er niet in zichzelf op te volgen, met een totaalscore van 286 slagen werd hij gedeeld 20e, 10 slagen achter winnaar Ángel Cabrera die het toernooi voor de eerste keer op zijn naam wist te schrijven en dit na een play-off met drie.

## Baan
De officiële opening van Augusta National Golf Club vond plaats op 13 januari 1933. De baan was het idee van de beroemder golfer Bobby Jones en zijn vriend Clifford Roberts en het ontwerp kwam van Alister MacKenzie. De baan bestaat uit 18 holes, heeft een par van 72 en een totale lengte van 7435 yards.
| Hole   | 1   | 2   | 3   | 4   | 5   | 6   | 7   | 8   | 9   | 10  | 11  | 12  | 13  | 14  | 15  | 16  | 17  | 18  | Totaal     |
| ------ | --- | --- | --- | --- | --- | --- | --- | --- | --- | --- | --- | --- | --- | --- | --- | --- | --- | --- | ---------- |
| Lengte | 445 | 575 | 350 | 240 | 455 | 180 | 450 | 570 | 460 | 495 | 505 | 155 | 510 | 440 | 530 | 170 | 440 | 465 | 7435 yards |
| Par    | 4   | 5   | 4   | 3   | 4   | 3   | 4   | 5   | 4   | 4   | 4   | 3   | 5   | 4   | 5   | 3   | 4   | 4   | 72         |

## Opzet
Over de eerste 36 holes (dag 1 en 2) wordt er gespeeld in groepjes van drie spelers. Waarna de cut wordt gemaakt. Om de cut te halen moeten spelers of binnen 44 plaatsen van de leider staan of maximaal 10 slagen van de leider staan.
Op dag één zal de eerste speler afslaan om 8.00 lokale tijd (14.00 CEST). De 32 groepjes telkens bestaande uit drie spelers zullen om de elf minuten afslaan van de eerste tee. Dat betekent dat de laatste groep afslaat om 14.03 (20.03 CEST). Op dag twee wordt hetzelfde tijdschema gebruikt, alleen is de volgorde van de groepjes anders.
Over de derde 18 holes (dag 3) wordt er gespeeld in groepjes van twee spelers. De eerste groep bestaande uit de voorlaatste en de laatste uit het klassement, slaat af om 10.35 lokale tijd (16.35 CEST). De groepje slaan om de tien minuten af, het laatste groepje, bestaande uit het leidersduo, doet dat om 14.45 lokale tijd (20.45 CEST).
Over de laatste 18 holes (dag 4) wordt er gespeeld in groepjes van twee spelers. De eerste groep bestaande uit de voorlaatste en de laatste uit het klassement slaat af om 10.25 opnieuw lokale tijd (16.25 CEST). De groepje slaan om de tien minuten af, het laatste groepje, bestaande uit het leidersduo, doet dat om 14.35 lokale tijd (20.35 CEST).

## Uitslagen

### Eerste ronde
| #  | Naam            | Land | Score R1 |
| -- | --------------- | ---- | -------- |
| 1  | Chad Campbell   | USA  | 65 (-7)  |
| =2 | Jim Furyk       | USA  | 66 (-6)  |
| =2 | Hunter Mahan    | USA  | 66 (-6)  |
| =4 | Shingo Katayama | JPN  | 67 (-5)  |
| =4 | Larry Mize      | USA  | 67 (-5)  |
| =6 | Tim Clark       | RSA  | 68 (-4)  |
| =6 | Ángel Cabrera   | ARG  | 68 (-4)  |
| =6 | Mike Weir       | CAN  | 68 (-4)  |
| =6 | John Merrick    | USA  | 68 (-4)  |
| =6 | Todd Hamilton   | USA  | 68 (-4)  |

### Tweede ronde
| #  | Naam            | Land | Score R1 | Score R2 |
| -- | --------------- | ---- | -------- | -------- |
| =1 | Chad Campbell   | USA  | 65 (-7)  | 70 (-2)  |
| =1 | Kenny Perry     | USA  | 68 (-4)  | 67 (-5)  |
| 3  | Ángel Cabrera   | ARG  | 68 (-4)  | 68 (-4)  |
| 4  | Todd Hamilton   | USA  | 68 (-4)  | 70 (-2)  |
| 5  | Tim Clark       | RSA  | 68 (-4)  | 71 (-1)  |
| =6 | Anthony Kim     | USA  | 75 (+3)  | 65 (-7)  |
| =6 | Rory Sabbatini  | RSA  | 73 (+1)  | 67 (-5)  |
| =6 | Shingo Katayama | JPN  | 67 (-5)  | 73 (+1)  |
| =6 | Jim Furyk       | USA  | 66 (-6)  | 74 (+2)  |
| =6 | Sergio García   | ESP  | 73 (+1)  | 67 (-5)  |

### Derde ronde
| #   | Naam            | Land | Score R1 | Score R2 | Score R3 |
| --- | --------------- | ---- | -------- | -------- | -------- |
| =1  | Ángel Cabrera   | ARG  | 68 (-4)  | 68 (-4)  | 69 (-3)  |
| =1  | Kenny Perry     | USA  | 68 (-4)  | 67 (-5)  | 70 (-2)  |
| 3   | Chad Campbell   | USA  | 65 (-7)  | 70 (-2)  | 72 (par) |
| 4   | Jim Furyk       | USA  | 66 (-6)  | 74 (+2)  | 68 (-4)  |
| 5   | Steve Stricker  | USA  | 72 (par) | 69 (-3)  | 68 (-4)  |
| =6  | Rory Sabbatini  | RSA  | 73 (+1)  | 67 (-5)  | 70 (-2)  |
| =6  | Shingo Katayama | JPN  | 67 (-5)  | 73 (+1)  | 70 (-2)  |
| =6  | Todd Hamilton   | USA  | 68 (-4)  | 70 (-2)  | 72 (par) |
| 9   | Tim Clark       | RSA  | 68 (-4)  | 71 (-1)  | 72 (par) |
| =10 | Sean O'Hair     | USA  | 68 (-4)  | 76 (+4)  | 68 (-4)  |

### Vierde ronde
| #    | Naam            | Land | Score R1 | Score R2 | Score R3 | Score R4 | Totaal    |
| ---- | --------------- | ---- | -------- | -------- | -------- | -------- | --------- |
| 1 NP | Ángel Cabrera   | ARG  | 68       | 68       | 69       | 71       | 276 (-12) |
| 2 NP | Chad Campbell   | USA  | 65       | 70       | 72       | 69       | 276 (-12) |
| 3 NP | Kenny Perry     | USA  | 68       | 67       | 70       | 71       | 276 (-12) |
| 4    | Shingo Katayama | JPN  | 67       | 73       | 70       | 68       | 278 (-10) |
| 5    | Phil Mickelson  | USA  | 73       | 68       | 71       | 67       | 279 (-9)  |
| =6   | John Merrick    | USA  | 68       | 74       | 72       | 66       | 280 (-8)  |
| =6   | Steve Flesh     | USA  | 71       | 74       | 68       | 67       | 280 (-8)  |
| =6   | Tiger Woods     | USA  | 72       | 69       | 68       | 71       | 280 (-8)  |
| =6   | Steve Stricker  | USA  | 72       | 69       | 68       | 71       | 280 (-8)  |
| =10  | Hunter Mahan    | USA  | 68       | 76       | 68       | 69       | 281 (-7)  |
| =10  | Sean O'Hair     | USA  | 68       | 76       | 68       | 69       | 281 (-7)  |
| =10  | Jim Furyk       | USA  | 66       | 74       | 68       | 73       | 281 (-7)  |
| =13  | Camilo Villegas | COL  | 73       | 69       | 71       | 69       | 282 (-6)  |
| =13  | Tim Clark       | RSA  | 68       | 71       | 72       | 71       | 282 (-6)  |
| =15  | Geoff Ogilvy    | AUS  | 71       | 70       | 73       | 69       | 283 (-5)  |
| =15  | Todd Hamilton   | USA  | 68       | 70       | 72       | 73       | 283 (-5)  |

#### Play-off
Chad Campbell viel als eerste af in de sudden death play-off, hij had vijf slagen nodig voor hole achttien terwijl Kenny Perry en Ángel Cabrera par maakten. Er was nog een tweede hole nodig om het toernooi te beslechten, Ángel Cabrera had genoeg aan een par nadat Kenny Perry vijf slagen nodig had.
| Speler        | Hole 18 | Hole 10 | Totaal |
| Chad Campbell | 5       | -       | 5      |
| Ángel Cabrera | 4       | 4       | 8      |
| Kenny Perry   | 4       | 5       | 9      |
| ------------- | ------- | ------- | ------ |

## Statistieken
| Ronde | Eagles | Birdies | Pars | Bogeys | Double Bogeys | Andere |
| ----- | ------ | ------- | ---- | ------ | ------------- | ------ |
| 1     | 6      | 354     | 1012 | 323    | 32            | 1      |
| 2     | 17     | 286     | 999  | 373    | 48            | 5      |
| 3     | 1      | 160     | 590  | 133    | 14            | 2      |
| 4     | 10     | 177     | 560  | 134    | 14            | 5      |

De sudden death play-off is niet opgenomen in dit overzicht.

### Records
- Ángel Cabrera is de eerste Argentijn die een van de Majors wint.
- Masters-debutant Anthony Kim maakte in de tweede ronde 11 birdies en verbrak daarmee het record van het meeste aantal birdies in één ronde dat op naam stond van Nick Price (1986). In de derde ronde voegde hij daar nog eens vijf birdies aan toe en evenaarde zo het record van het meeste aantal birdies in twee opeenvolgende rondes van Tiger Woods.
- Met 30 slagen over de eerste negen holes in de vierde ronde evenaarde Phil Mickelson het record van het minste aantal slagen over de eerste helft van de baan. Dat record werd al gedeeld door Johnny Miller (1975), Greg Norman (1988) en K.J. Choi (2004).
- De hele top zestien, inclusief alle spelers die de zestiende plaats delen zijn automatisch gekwalificeerd voor het Masters Tournament van volgend jaar.
- Het toernooi werd pas beslist in een play-off met drie spelers, de eerste sinds 1987, over de holes 18 en 10.

## Par 3 Contest
Sinds 1960 wordt de dag voor de start van het Masters Tournament de Par 3 Contest gehouden, een traditionele en prestigieuze wedstrijd waaraan de deelnemers van het hoofdtoernooi, voormalig winnaars en eregenodigden mogen deelnemen. De wedstrijd wordt gehouden op een baan met 9 holes (par:27) die ontworpen werd door George Cobb en Clifford Roberts. Tussen 1960 en 2008 is de winnaar van de Par 3 Contest er nog nooit in geslaagd in hetzelfde jaar het Masters Tournament te winnen. De naam van het de wedstrijd verwijst naar het feit dat de par van elke hole drie is.

### Baan
| Hole    | 1   | 2  | 3  | 4   | 5   | 6   | 7   | 8   | 9   | Totaal     |
| ------- | --- | -- | -- | --- | --- | --- | --- | --- | --- | ---------- |
| Afstand | 130 | 70 | 90 | 130 | 130 | 140 | 115 | 120 | 135 | 1060 yards |
| Par     | 3   | 3  | 3  | 3   | 3   | 3   | 3   | 3   | 3   | 27         |

### Eindstand
De Zuid-Afrikaan Tim Clark won voor het eerst de Par 3 Contest. Met z'n 22 slagen bleef hij vijf slagen under par. In totaal delen 14 spelers de vierde plaats, twee slagen under par. Hier volgt een overzicht van de beste tien spelers.
| #  | Naam                 | Totaal |
| -- | -------------------- | ------ |
| 1  | Tim Clark            | 22     |
| =2 | Jack Newman          | 24     |
| =2 | José María Olazabal  | 24     |
| =4 | Carl Pettersson      | 25     |
| =4 | Sandy Lyle           | 25     |
| =4 | Aaron Baddeley       | 25     |
| =4 | Miguel Ángel Jiménez | 25     |
| =4 | Justin Rose          | 25     |
| =4 | Craig Stadler        | 25     |
| =4 | Jerry Pate           | 25     |

1934 ·
1935 ·
1936 ·
1937 ·
1938 ·
1939 ·
1940 ·
1941 ·
1942 ·
1943 ·
1944 ·
1945 ·
1946 ·
1947 ·
1948 ·
1949 ·
1950 ·
1951 ·
1952 ·
1953 ·
1954 ·
1955 ·
1956 ·
1957 ·
1958 ·
1959 ·
1960 ·
1961 ·
1962 ·
1963 ·
1964 ·
1965 ·
1966 ·
1967 ·
1968 ·
1969 ·
1970 ·
1971 ·
1972 ·
1973 ·
1974 ·
1975 ·
1976 ·
1977 ·
1978 ·
1979 ·
1980 ·
1981 ·
1982 ·
1983 ·
1984 ·
1985 ·
1986 ·
1987 ·
1988 ·
1989 ·
1990 ·
1991 ·
1992 ·
1993 ·
1994 ·
1995 ·
1996 ·
1997 ·
1998 ·
1999 ·
2000 ·
2001 ·
2002 ·
2003 ·
2004 ·
2005 ·
2006 ·
2007 ·
2008 ·
2009 ·
2010 ·
2011 ·
2012 ·
2013 ·
2014 ·
2015 ·
2016 ·
2017 ·
2018 ·
2019 ·
2020